# Puerto de Leitariegos
Der Puerto de Leitariegos ist ein 1526 Meter hoher spanischer Gebirgspass. Er führt durch das Kantabrische Gebirge und befindet sich an der Grenze zwischen Asturien und Kastilien und León. Über die AS-213 bzw. LE-497 verbindet er die Gemeinde Cangas del Narcea im Norden mit Villablino im Süden.

## Auffahrten
Die Nordauffahrt von Cangas del Narcea ist rund 31 Kilometer lang, wobei die AS-213 erst bei Bimeda zu steigen beginnt. Von hier weist sie auf einer Länge von 23 Kilometern eine durchschnittliche Steigung von 4,4 % auf. Im unteren Teil verläuft die Strecke meist in der Nähe des Río Naviego. Die gut ausgebaute Straße beinhaltet nur wenige Kurven und erreicht maximale Steigungsprozente von rund 7 %.
Die Südauffahrt von  Villablino ist mit einer Länge von 13,2 Kilometern deutlich kürzer. Zudem ist die durchschnittliche Steigung mit 4,1 % etwas geringer als jene der Nordauffahrt. Nach zwei nahezu flachen Kilometern auf der CL-626 wird die Ortschaft Caboalles de Abajo erreicht. Nun nehmen die Steigungsprozente etwas zu, bleiben meist jedoch im Bereich der 5 %-Marke.

## Radsport
Im Jahr 2024 wurde der Puerto de Leitariegos erstmals von der Vuelta a España überquert. Im Rahmen der 14. Etappe stellte er den Schlussanstieg dar, ehe das Ziel im nahegelegenen Villablino erreicht wurde. Die Nordauffahrt galt als Anstieg der 1. Kategorie, wobei sich Wout van Aert die meisten Punkte sicherte.
| Jahr | Etappe     | Bergwertung  | Fahrer        | Auffahrt |
| ---- | ---------- | ------------ | ------------- | -------- |
| 2024 | 14. Etappe | 1. Kategorie | Wout van Aert | Nord     |